# Volturno
Der Volturno ist ein Zufluss des Tyrrhenischen Meeres in Mittelitalien. 

## Flusslauf
Er entspringt in der Region Molise bei Rocchetta a Volturno. Er fließt anfangs etwa 40 km nach Süden, dann knapp 50 km in südöstlicher Richtung. Der Calore Irpino trifft von Osten kommend auf den Volturno. Dieser wendet sich kurz darauf nach Westen. Er erreicht die Küstenebene, passiert die Kleinstadt Capua und mündet nach einer Länge von 175 Kilometern etwa 35 Kilometer nordwestlich von Neapel bei Castel Volturno in den Golf von Gaeta. Er durchfließt die Provinzen Isernia, Benevento und Caserta. Ab Capua ist der Volturno schiffbar. Der mittlere Abfluss beträgt 82,7 m³/s. Das Einzugsgebiet des Volturno oberhalb von Capua umfasst 5558 km².

## Geschichtliches
Am 1. Oktober 1860 fand an seinen Ufern die Schlacht am Volturno statt. Der Volturno war auch nach Absetzung des Regimes Mussolinis am 18. September 1943 eine Etappe des Rückzugs der Italien besetzenden deutschen Truppen unter Albert Kesselring.